# Glomerella major
Glomerella major är en svampart som beskrevs av Tunstall 1935. Glomerella major ingår i släktet Glomerella och familjen Glomerellaceae.   Inga underarter finns listade i Catalogue of Life.